# Romano Villalba
Ángel Manuel Villalba Fernández, conocido como Romano Villalba (Madrid, 30 de octubre de 1930 - † Madrid, 27 de marzo de 1977)  fue un guionista y realizador de televisión español.

## Biografía
Debe su apodo a una estancia en Italia, en 1955, tras haber cursado estudios de lengua italiana en Madrid. En Roma cursa estudios en el Instituto de cine y televisión. A su regreso a España inicia su actividad profesional como intérprete de turismo.
Sin embargo, su trayectoria posterior estuvo siempre ligada a la televisión, medio en el que estuvo presente desde los primeros años del medio en España. En 1962 presentó y escribió Viaje con música. Posteriormente vendrían Marcando el compás, Kilómetro lanzado, Licencia para reír.
Pero su mayor logro profesional data de 1967 cuando se convierte el impulsor y artífice de una de las series de TVE de mayor éxito de la década: La casa de los Martínez, de la que fue guionista y realizador. 
Compaginó el espacio con otros éxitos en la televisión pública de España, como Cita con Tony Leblanc (1969) o el mini-espacio Mundo Camp, dentro del programa de variedades Siempre en domingo (1971-1972).
Como actor lo podemos ver haciendo de sí mismo en un pequeño papel de director de televisión en la película Enseñar a un sinvergüenza (1970) en la que participó parte del equipo artístico de la serie de los Martínez (Pepe Rubio, Mari Carmen Prendes) y Agustín Navarro, el futuro director de la película basada en la serie.
Como productor cinematográfico se estrenó con la película La casa de los Martínez, que dirigió Agustín Navarro en 1971.
Su última colaboración para TVE fue Música y estrellas (1976), espacio para el lucimiento de la cantante Marujita Díaz.